# Windows Server
In informatica Windows Server è il marchio di una famiglia di sistemi operativi per sistemi server realizzati da Microsoft Corporation. Il suo utilizzo è tipico di reti informatiche di qualsiasi numero di host per la centralizzazione di diverse funzioni di networking ad uso Internet ed intranet, come web server, posta elettronica, dhcp, dns, centralizzazione di risorse di memorizzazione, servizio di directory, file sharing, backup automatici, stampa, accesso remoto, ecc... dette Reti Windows.

## Descrizione

Windows Server 2008 R2

Windows Server 2012

Concetti chiave sono quelli di Dominio Windows Server, Domain controller e Active Directory, mentre tra i moduli server principali troviamo Internet Information Services (IIS) e Microsoft Exchange (esistono programmi di certificazione Microsoft ufficiali per l'amministrazione di tali sistemi).

### Prodotti
Questo marchio comprende i seguenti sistemi operativi:
- Windows 2000 Server (febbraio 2000)
- Windows.net Server (2001)
- Windows Server 2003 (aprile 2003)
- Windows Server 2003 R2 (dicembre 2005)
- Windows Server 2008 (febbraio 2008)
- Windows Server 2008 R2 (luglio 2008)
- Windows Server 2012 (settembre 2012)
- Windows Server 2012 R2 (ottobre 2013)
- Windows Server 2016 (settembre 2016)
- Windows Server 2019 (ottobre 2018)
- Windows Server 2022 (agosto 2021)
- Windows Server 2025 (novembre 2024)

Microsoft ha prodotto anche Windows Small Business Server e Windows Essential Business Server (fuori produzione), i bundle di software che include un sistema operativo Windows Server e altri prodotti Microsoft Server.

### Altri sistemi operativi
I seguenti sistemi operativi non sono parte della famiglia Windows Server, ma sono progettati per operare su computer server.
- Windows Home Server, un sistema operativo per home server per la condivisione di file e lo streaming, backup automatici e l'accesso remoto
  - Windows Home Server 2011
- Windows MultiPoint Server, un sistema operativo per i computer con più utenti simultanei locali.